# Camp de concentration d'Espeland
Le camp de concentration d'Espeland (Espeland fangeleir) est un camp de concentration créé à Arna en Norvège par les autorités nazies de la Norvège occupée à l'été 1943.
Le camp a été en grande partie construit par le travail forcé de prisonniers d'autres camps de concentration près de Bergen. Tous les prisonniers du Ulven ont été transférés dans ce camp qui est rapidement devenu surpeuplé. Certains prisonniers furent ensuite envoyés au Camp de concentration de Grini.
Les prisonniers ont été maltraités et souvent brutalisés. Le camp a eu une section séparée pour les forçats enchaînés et des prisonniers qui ont été maintenus en isolement.
À la libération du camp en 1945, il y avait 200 prisonniers à Espeland.
Après la guerre, il a été utilisé pour les prisonniers ayant eu des liens avec le régime nazi jusqu'en 1952. Aujourd'hui un musée se visite sur le lieu de l'ancien camp.